# Брокуле
Брокуле (лат. Brassica oleracea var. silvestris) су назив за неколико култивара дивљег купуса (Brassicas). Име потиче од итал. broccoli — гранати купус.
Брокуле су класификоване у култиварску групу Italica врсте Brassica oleracea. Брокуле имају велике цветне главе, обично тамнозелене боје, уређене у структуру налик на крошњу која се изгранава из дебелог, јестивог стабла које је обично светло зелено. Маса цветне главе је окружена листовима. Брокуле подсећају на карфиол, који је различита култиварска група исте Brassica врсте. Заједно су 2016, Кина и Индија произвеле 73% светске продукције усева брокула и карфилоа.
Брокуле су резултат узгоја култивираних Brassica усева у северном Медитерану почевши од око 6. века п. н. е. Од времена Римског царства, брокуле су биле у свакодневној употреби, у сировом или куваном облику. Брокуле су посебно богат извор витамина Ц и витамина К. Садржај њихових карактеристичних глукозинолатних једињења која садрже сумпор, изотиоцијаната и сулфорафана, се умањује кувањем, а бива у већој мери очуван при припреми паром, у микроталасној пећи или при пржењу.
Рапини, који се понекад назива „броколи рабе”, је различита врста од брокуле, формирајући сличне, али мање главе, и заправо је врста подземна кораба (Brassica rapa).

## Опис
Брокуле расту и развијају се попут карфиола. Горњи дио ове биљке се назива глава, и она је као и код карфиола сачињена од мноштва мањих „букетића“, који су опет образовани не потпуно развијеним цвастима, али у сваком случају, дају се уочити ситни пупољци. Глава је најчешће тамнозелене до плавкасто зелене боје. Ријеђе се срећу сорте жуте, љубичасте или бијеле боје. Вријеме вегетације брокуле износи од 14 - 15 мјесеци.
"Жетва“ брокуле се обавља када су пупољци средине главе добро развијени али још увијек затворени. Дакле, још увијек затворене цвасти се заједно са струком, тј. стабљиком дужине 10-15 cm одсијецају. Одсијеца се увијек тако, да на стабљици остану поједини, али не многи листови. Са споредних пупољака који се развијају постранце, касније ничу мале цвјетне главице, које се такође одсијецају. Дакле усијецати и користити се могу посебно глава а посебно стабљика, а може и одвојено.

## Историја
Брокуле воде поријекло из Мале Азије. У Европи су једино биле познате на подручју Италије. Катарина Медичи их је у 16. вијеку испоручила за Француску, одакле су под називом „италијанска шпаргла“ доспјели и у Енглеску. Амерички предсједник Томас Џеферсон је у 18. вијеку увео брокуле у пољопривреду Америке, првобитно само као пробну биљку.
Броколи је настао као резултат узгоја појединих врста купуса у северном Медитерану почевши од око шестог века пре нове ере. Броколи води порекло од примитивних сорти узгајаних у Римском царству и највероватније је побољшан вештачком селекцијом на јужном италијанском полуострву или на Сицилији. Броколи се проширио у северну Европу у 18. веку, а у Северну Америку су га донели италијански имигранти у 19. веку. После Другог светског рата, оплемењивање америчких и јапанских Ф1 хибрида повећало је приносе, квалитет, брзину раста и регионалну адаптацију, чиме су настале сорте које су од тада биле најпопуларније: 'Премијум кроп', 'Пакман' и ' Маратон'.

## Друге сорте групеBrassica oleracea
Остале групе сорти Brassica oleracea укључују купус (Capitata група), карфиол и римску брокулу (Botrytis група), кељ (Acephala група), раштан (Viridis група), келерабу (Gongylodes група), прокељ (Gemmifera група) и кај-лан (Alboglabra група). Пошто су ове групе исте врсте, оне се лако хибридизују: на пример, броколини или „тендерстем броколи“ је укрштање броколија и кај-лана. Сорте броколија чине генетску основу „тропског карфиола” који се обично узгаја у јужној и југоисточној Азији, иако у топлијим условима дају главицу више налик карфиолу.
| Производња броколија — 2019 (укључује карфиол) | Производња броколија — 2019 (укључује карфиол) |
| Земља                                          | Продукција милиона тона                        |
| ---------------------------------------------- | ---------------------------------------------- |
| Кина                                           | 10,6                                           |
| Индија                                         | 9,1                                            |
| Сједињене Државе                               | 1,2                                            |
| Шпанија                                        | 0,7                                            |
| Мексико                                        | 0,7                                            |
| World                                          | 26,9                                           |
| Извор: FAOSTAT Уједињених нација               |                                                |

## Варијетети
Неке од сорти брокуле јесу: атлантик, калабрезер, корвет, зелено пупољчаст, пурпурно пупољчаст, примо, спарко и јужни комет.
Постоје три најчешће узгајане врсте броколија. Најпознатија је Calabrese broccoli, која се често назива једноставно „броколи”, названа по Калабрији у Италији. Она има велике (10–20 cm) зелене главе и дебеле стабљике. То је годишњи усев у хладној сезони. Проклијали броколи (бели или љубичасти) има већи број главица са много танких стабљика. Љубичасти карфиол је врста броколија која се узгаја у Европи и Северној Америци. Има главу у облику карфиола, али се састоји од много ситних цветних пупољака. Понекад, али не увек, има љубичасту боју на врховима цветних пупољака. Љубичасти карфиол такође може бити беле, црвене, зелене или друге боје.
Друге популарне сорте укључују белстар, плави ветар, коронадска круна, судбина, дичико, зелени голијат, зелена магија, љубичасто клијање, романеско, сун кинг и валтам 29.
Бенефорте је сорта броколија која садржи 2-3 пута више глукорафанина и произведена је укрштањем броколија са дивљом сортом купуса, Brassica oleracea var villosa.

## Садња и узгој
Главни и највећи засади у Европи су у западним земљама Медитерана, а посебно су познати засади у предјелу Вероне. У земљама централне и сјеверне Европе, брокуле се скоро и не узгајају јер показује слабу отпорност на хладније вријеме.

## Хранљива вредност
Даље, брокуле садржи многобројне "секундарне биљне материје": флавоноиди, индоли, изотиоцинат и друге. Такође садрже једно антиканцерогено једињење чије дјеловање је доказано у већем броју научних студија на културама ћелија и на експерименталним животињама. То једињење се назива сулфорафан (SUL, 1-изотиоцијанат-4-(метилсулфинил)бутан).
На Универзитету Саскачеван у Канади доказано је да брокуле садрже материје које људски организам штите од појаве артериосклерозе и хипертоније (повишен крвни притисак).

## Кулинарство
Брокуле се за јело могу употребљавати и сирове и припремљене. За јело се поред цвасти употребљавају и листови и стабљика. Као зачин уз брокуле су, поред соли, погодни изрендан свјеж мускатни орашчић, бијели лук, и печене борове сјеменке.

## Галерија
- Припремљене брокуле
- Сицилијанске љубичасте брокуле
- Брокуле у цвету